# 国際連合安全保障理事会決議306
国際連合安全保障理事会決議306（こくさいれんごうあんぜんほしょうりじかいけつぎ306、英: United Nations Security Council Resolution 306,UNSCR306）は、1971年12月21日に国際連合安全保障理事会で採択された決議。
次期国際連合事務総長にクルト・ヴァルトハイムを指名勧告する決議であり、全会一致で採択された。
ヴァルトハイムは、1971年12月22日に国連総会決議2903 (XXVI)において5年の任期で事務総長に任命され、ウ・タントの後任として、1972年1月1日に就任した。